# Лущув-Перший
Лущув-Перший (пол. Łuszczów Pierwszy) — село в Польщі, у гміні Вулька Люблінського повіту Люблінського воєводства.
Населення — 799 осіб (2011).

## Демографія
Демографічна структура станом на 31 березня 2011 року:
|          | Загалом | Допрацездатний вік | Працездатний вік | Постпрацездатний вік |
| -------- | ------- | ------------------ | ---------------- | -------------------- |
| Чоловіки | 402     | 82                 | 293              | 27                   |
| Жінки    | 397     | 69                 | 247              | 81                   |
| Разом    | 799     | 151                | 540              | 108                  |